# 더 버터플라이즈 드림
더 버터플라이즈 드림(Kelebegin ruyasi, The Butterfly's Dream)은 튀르키예에서 제작된 이을마즈 에르도안 감독의 2013년 멜로/로맨스, 드라마 영화이다. 벨심 빌긴 등이 주연으로 출연하였다.

## 출연

### 주연
- 벨심 빌긴
- 이을마즈 에르도안
- 메르트 프라트

### 조연
- 타네르 비르셀
- 샐리 칼욘